# 건무 (서진)
건무(建武)는 중국 서진(西晉) 혜제(惠帝)의 여덟 번째 연호이다. 304년 7월에서 11월까지 5개월 동안 사용하였다. 7월에 건무로 개원하였다가 11월에 다시 이전 연호인 영안으로 되돌렸다.
같은 시기에 사용된 다른 연호로는 저족(氐族)의 이류(李流)가 사용한 건초(建初 : 303년 ~ 304년), 성도왕(成都王) 이웅(李雄)이 사용한 건흥(建興 : 304년 ~ 306년), 전조(前趙)에서 사용한 원희(元熙 : 304년 ~ 308년)가 있다.

## 개원
영안(永安) 원년 7월 25일(304년 9월 10일)에 연호를 건무(建武)로 개원함.

## 연대대조표
| 건무                | 원년                           |
| 서력                | 304년                          |
| 육십간지 (六十干支) | 갑자(甲子)                     |
| 성도왕 이웅(李雄)   | 건초(建初) 2년 건흥(建興) 원년 |
| 전조 (前趙)         | 원희(元熙) 원년                |

## 삭일(1일)
| 건무 원년 (304년) | 1월             | 2월             | 3월             | 4월             | 5월             | 6월             | 7월             | 8월             | 9월             | 10월            | 11월            | 12월            |
| ----------------- | --------------- | --------------- | --------------- | --------------- | --------------- | --------------- | --------------- | --------------- | --------------- | --------------- | --------------- | --------------- |
| 삭일(음력)        | 기해일 (己亥日) | 기사일 (己巳日) | 무술일 (戊戌日) | 무진일 (戊辰日) | 정유일 (丁酉日) | 정묘일 (丁卯日) | 병신일 (丙申日) | 병인일 (丙寅日) | 병신일 (丙申日) | 을축일 (乙丑日) | 을미일 (乙未日) | 갑자일 (甲子日) |
| 율리우스력        | 304년 2월 22일  | 3월 23일        | 4월 21일        | 5월 21일        | 6월 19일        | 7월 19일        | 8월 17일        | 9월 16일        | 10월 16일       | 11월 14일       | 12월 14일       | 305년 1월 12일  |

## 같이 보기
- 다른 왕조의 같은 연호
  - 후한(後漢) 건무(25년 ~ 56년)
  - 동진(東晉) 건무(317년 ~ 318년)
  - 후조(後趙) 건무(335년 ~ 348년)
  - 서연(西燕) 건무(386년)
  - 제(齊) 건무(494년 ~ 498년)

- 중국의 연호

| 이전 연호 영안(永安) | 중국의 연호 서진(西晉) | 다음 연호 영안(永安) |